# Cayetano Saporiti
Cayetano Saporiti (né le 14 janvier 1887 à Montevideo en Uruguay et mort le 30 novembre 1959 dans la même ville) est un joueur de football international uruguayen, qui évoluait au poste de gardien de but.

## Biographie

### Carrière en club
Avec les Montevideo Wanderers, il remporte deux championnats d'Uruguay.

### Carrière en sélection
Avec l'équipe d'Uruguay, il joue 50 matchs (pour 64 buts encaissés) entre 1905 et 1919.
Il figure dans le groupe des sélectionnés lors des championnats sud-américains de 1916 et de 1917. La sélection uruguayenne remporte ces deux compétitions.

## Palmarès
| Montevideo Wanderers - Championnat d'Uruguay (2) : - Champion : 1906 et 1909. |  | Uruguay - Championnat sud-américain (2) : - Vainqueur : 1916 et 1917. |